# Gerben Jorritsma
Gerben Jorritsma (Diever, 21 augustus 1993) is een Nederlands voormalig langebaanschaatser. Hij was gespecialiseerd in de sprintafstanden. Hij stond gedurende seizoen 2019/2020 onder contract bij TalentNED. Daarvoor schaatste Jorritsma bij Team Reggeborgh en Team LottoNL-Jumbo.
TalentNED beëindigde in 2020 sponsoring van de professionele schaatsploeg. Omdat Jorritsma geen nieuwe ploeg of sponsor kon vinden, besloot hij in december 2020 afscheid te nemen als professioneel schaatser.

## Seizoen 2015-2016
Jorritsma won op 14 november 2015 de eerste wereldbekerwedstrijd van het seizoen op de 1000 meter. Hij startte in de vijfde rit, maar noch wereldkampioen sprint Pavel Koelizjnikov, noch Nederlandse troeven als Kjeld Nuis en Stefan Groothuis kwamen aan zijn tijd. Jorritsma's tijd van 1.07,20 was bijna twee seconden sneller dan zijn persoonlijk record tot dan toe. Op 27 december 2015 bij de 500 meter op het NK Afstanden verrekte hij zijn linkerbovenspier. Sindsdien heeft hij dit niveau niet meer weten te evenaren.

## Records

### Persoonlijke records
| Afstand    | Tijd    | Datum            | Baan           |
| ---------- | ------- | ---------------- | -------------- |
| 500 meter  | 34,53   | 22 november 2015 | Salt Lake City |
| 1000 meter | 1.07,20 | 14 november 2015 | Calgary        |
| 1500 meter | 1.44,43 | 20 november 2015 | Salt Lake City |
| 3000 meter | 3.51,01 | 18 januari 2014  | Inzell         |
| 5000 meter | 6.47,28 | 11 maart 2012    | Breda          |

## Resultaten
| Jaar | NK Afstanden                 | NK Sprint                | WK Junioren                             | Wereldbeker                  |
| ---- | ---------------------------- | ------------------------ | --------------------------------------- | ---------------------------- |
| 2013 |                              | 19e (18e, 20e, 19e, 18e) | 5e · (, 6e, 9e, 7e) · 17e achtervolging |                              |
| 2014 | 11e 500m 18e 1000m 22e 1500m | NS2 (14e, NS, -, -)      |                                         |                              |
| 2015 | 4e 500m 7e 1000m 17e 1500m   | 7e (13e, 11e, 7e, 5e)    |                                         | 15e 500m 26e massastart      |
| 2016 | DNF1 500m                    | · (6e, , 9e, )           |                                         | 23e 500m · 1000m · 12e 1500m |
| 2017 | 11e 500m 11e 1000m           | 10e (11e, 9e, 8e, 11e)   |                                         |                              |
| 2018 | 10e 500m 15e 1000m 18e 1500m |                          |                                         |                              |
| 2019 | 12e 500m                     | DQ (8e, 6e, DQ, -)       |                                         |                              |
| 2020 | 16e 500m 14e 1000m           | NS2 (7e, DNS, -, -)      |                                         |                              |

(#, #, #, #) = afstandspositie op sprinttoernooi (500m, 1000m, 500m, 1000m) of op juniorentoernooi (500m, 3000m, 1500m, 5000m)
NS=niet gestart op een bepaalde afstand
DNF1=niet gefinisht op eerste afstand